# Jerónimo Blancas

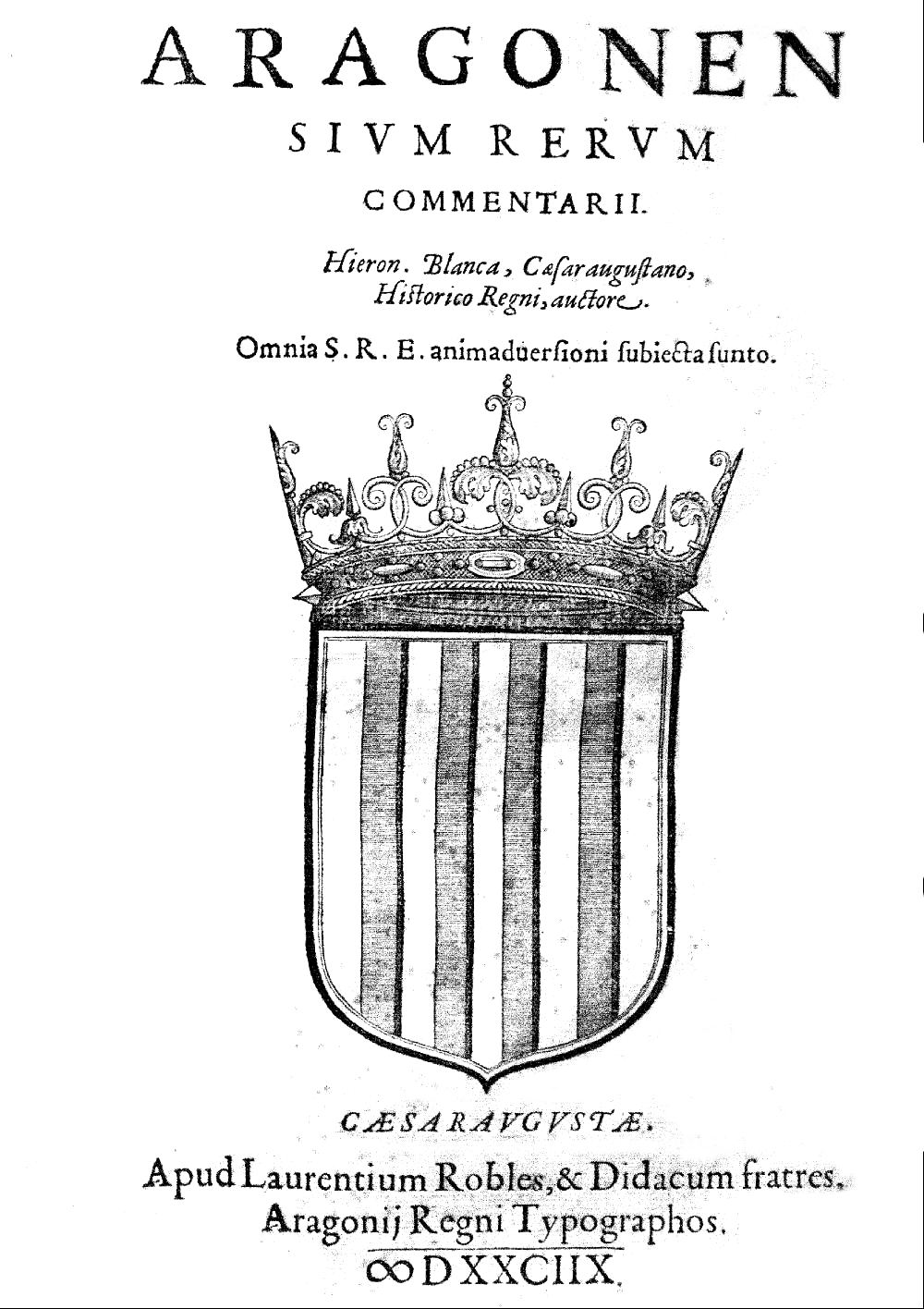
Aragonensium rerum comentarii, Zaragoza, Lorenzo y Diego Robles, 1588. En el frontispicio aparece un escudo de Aragón blasonado por el señal real con corona abierta al timbre, ya identificado como escudo privativo del reino, y que según la creencia del propio autor de la obra Jerónimo de Blancas y Tomás era originaria de los Condes de Barcelona: «fueron preferidas las armas de Barcelona a las reales de Aragón». Autores como Udina i Martorell o Fluvià i Escorsa han empleado de modo «anacrónico y abusivo» el argumento de autoridad en defensa del origen condal del emblema al apoyarse en las creencias habituales del que fueron promovidas por Pedro IV el Ceremonioso, y que en ningún caso son prueba del origen del escudo de armas.

Jerónimo de Blancas y Tomás, (Zaragoza, c.1530/40 - ibídem, 11 de diciembre de 1590) fue un latinista e historiador español.
Estudió en la Universidad de Zaragoza. En 1576 revisó la segunda parte de los Anales de la Corona de Aragón de Jerónimo Zurita a instancias de los diputados de la Generalidad del Reino de Aragón. Sucedió en el cargo de cronista mayor del Reino a la muerte de Jerónimo Zurita en 1580. Tras su fallecimiento en 1590 fue enterrado en el monasterio de Santa Engracia de Zaragoza.

## Obra
En Ad regum Aragonum depictas efigies in diputationis aula positas inscriptiones (publicada en Zaragoza, 1587) se editan los epígrafes en latín de la galería de retratos de los condes y reyes de Aragón destinada a decorar el salón real de la Diputación del General del Reino. En estas inscripciones se recogían brevemente las biografías de dichos reyes y condes. El mismo año dio a la imprenta en Fastos de los justicias de Aragón hasta Juan de Lanuza IV las notas latinas al pie de los retratos de los Justicias ubicados en la cámara del consejo del justiciazgo.
Con todo, su obra capital es Aragonensium rerum commentarii (Comentarios acerca de Aragón), obra publicada en Zaragoza por Lorenzo y Diego Robles en 1588. En ella explica el origen histórico de la institución aragonesa del Justicia que se completa con la relación de los hechos de casi medio centenar de Justicias, que van de Pedro Jiménez a Juan de Lanuza IV. Gran difusión tuvo Coronaciones de los reyes y reinas de Aragón, que escribió en 1583 aunque no fue impresa hasta 1641. Se trata de la crónica de las coronaciones de los reyes desde Pedro II el Católico. En Modos de proceder en Cortes de Aragón, que data de 1585 y se publicó también en 1641, analiza las Cortes aragonesas. Redactó además un Sumario y reasumario de las Cortes, útil para acceder al contenido de las actas de Cortes que no se conservan.
Escribió también tratados genealógicos sobre algunas de las familias más importantes de la nobleza aragonesa, como la de los Lanuza o los Biota. En la misma línea se encuentra su libro de Linajes del reino de Aragón.
Editó y comentó algunas importantes obras históricas, entre las que destacan la Crónica de Ramón Muntaner, la Historia de las alteraciones de Cataluña, la Crónica de Marfilo, el Itinerario de Antonino Pío y muchas otras.
En el Tratado de la venida del apóstol Santiago, escrito en latín, comenta la leyenda de la presencia de Santiago el Mayor en la Península. De carácter secular son obras como la que relaciona noticias acerca de los eclesiásticos de la diócesis de Zaragoza.
Sin el método riguroso de cotejo de fuentes y críticas de estas de su antecesor Zurita, sin embargo el estilo de su prosa destacó por su elegancia, aspecto en el que aventajó a Zurita, cuya prosa aparece por momentos deshilvanada, quizá debido al escrupuloso respeto por las fuentes de diverso origen con que compuso su obra historiográfica. Así pues, Jerónimo Blancas admitió a menudo explicaciones legendarias acerca de los orígenes del reino y condados de Aragón.
También se debe a Jerónimo Blancas un registro de vocablos de la lengua aragonesa, inusual en la Edad Moderna, que se incluyen en un glosario anejo a sus Coronaciones de los reyes de Aragón, fundamentalmente del ámbito de las instituciones y la corte aunque también aparecen algunas expresiones de la lengua coloquial. Por otra parte, en los Aragonensium rerum comentarii recoge un parlamento del rey Martín I escrito en aragonés, con motivo de su presentación ante las Cortes de Aragón en 1398 en La Seo ante los brazos de las cortes aragonesas, así como la respuesta, con rasgos lingüísticos aragoneses y catalanes del obispo de la catedral zaragozana.